# 金珠 (演员)
金珠，女，满族，中国小品艺术家，原京韵大鼓（京东大鼓）演员。

## 生平
金珠是中国小品、京韵大鼓演员，她所表演的京韵大鼓有：《铁窗红花》、《拼命三郎》、《美姑娘》以及《海峡情缘》等。
1986年后，她转型成为相声、小品演员。在中央电视台第二届相声电视邀请赛中，她的《国粹异彩》获得了表演三等奖。其丈夫巩汉林同样为著名小品演员，他们合作表演的小品《街头奇遇》、《拍电视》分别获得了一九九二年全国曲艺小品大奖赛一等奖和牡丹奖。
她同时表演了电影《婚外恋奇遇》以及电视剧《七品芝麻官》和《东北一家人》、《售楼处的故事》等。

## 家庭
丈夫巩汉林，儿子巩天阔。